# Peter Townsend (golfer)
Peter Michael Paul Townsend (Cambridge, 16 september 1946) is een professioneel golfer uit Engeland.

## Amateur
Townsend had een amateurscarrière waarin hij in 1966 zowel de Brabazon Trophy als de Lytham Trophy won.

### Gewonnen
- 1962: British Boys Championship
- 1964: British Boys Championship
- 1965: British Youths Championship
- 1966: Lytham Trophy, Brabazon Trophy

### Teams
- Walker Cup: 1965
- Eisenhower Trophy: 1966

## Professional
Townsend werd eind 1966 professional. In 1967 behaalde hij al zijn eerste twee overwinningen, waarbij het Open op de Koninklijke Haagsche Golf & Country Club. Twee seizoenen later kwalificeerde hij zich voor de Amerikaanse PGA Tour, maar daar bleven de successen uit. In 1971 was hij terug in Europa, waar toen de Europese PGA Tour begon. Hij speelde tot 1982 en werd toen in Engeland clubprofessional. In 1994 werd hij Captain of the Professional Golfers' Association.
Van 1996 - 2005 speelde Townsend op de Europese Senior Tour (EST), waar hij in 2002 op Barbados het eerste toernooi van het seizoen won.

### Gewonnen
- 1967: Schweppes Open, Dutch Open
- 1968: Western Australian Open, Coca-Cola Young Professional Championship
- 1969: Venezuela Open
- 1971: Walworth Aloyco Tournament, Swiss Open (ET)
- 1972: Los Lagartos Open (Colombia)
- 1976: ICL International (Zuid-Afrika)
- 1978: Colombian Open, Hassan II Golf Trophy, Zambia Open, Caribbean Open
- 2002: Royal Westmoreland Barbados Open (EST)

### Teams
- Ryder Cup: 1969, 1971
- World Cup: 1969, 1974
- Hennessy Cognac Cup: 1974 (gewonnen)

## Baanontwerper
Townsend ontwierp de baan van de Winge Golf & Country Club in het Vlaamse Sint-Joris-Winge, die in 1988 de deuren opende.